# Hadjer-Lamis
La Province du Hadjer-Lamis (ou Hadjer Lamis) est l'une des 23 provinces du Tchad. Son chef-lieu est Massakory.

## Situation
La région est située à l'ouest du pays, elle est frontalière du Cameroun.
| Lac          | Kanem          | Bahr El Ghazel |
| Extrême-Nord | Hadjer-Lamis   | Batha          |
| Ndjamena     | Chari-Baguirmi | Guéra          |

## Histoire
La région a été créée par le décret 404/PR/MAT/02 du 3 octobre 2002 sous le nom de Goz-Attor. Le décret 419/PR/MAT/02 du 17 octobre 2002, qui abroge le précédent, la reprend sous l'appellation Hadjer-Lamis.
Elle correspond à une partie de l'ancienne préfecture du Chari-Baguirmi (1960-1999) : sous-préfectures de Bokoro et de Massakory, partie nord de la sous-préfecture rurale de N'Djamena.

## Subdivisions
La région du Hadjer-Lamis est divisée en 4 départements :
| Province     | Chef-lieu | Département    | Chef-lieu | Communes                                             |
| ------------ | --------- | -------------- | --------- | ---------------------------------------------------- |
| Hadjer Lamis | Massakory | Dababa         | Bokoro    | Bokoro, Gama, Maigana, Arboutchatak                  |
| Hadjer Lamis | Massakory | Dagana         | Massakory | Karal, Massakory, Tourba                             |
| Hadjer Lamis | Massakory | Haraze Al Biar | Massaguet | Mani, Massaguet, N'Djamena-Fara, Boutalfil, Djermaya |
| Hadjer Lamis | Massakory | Ngoura         | Ngoura    | Moïto, Ngoura, Karmé                                 |

## Démographie
Les groupes ethnico-linguistiques principaux sont les Medego (10,34 %), les Kanuri plus (40,11 %), les Kouka (25,71 %), et des arabes (Assallé et Banaset) plus de (23,94%),

## Économie

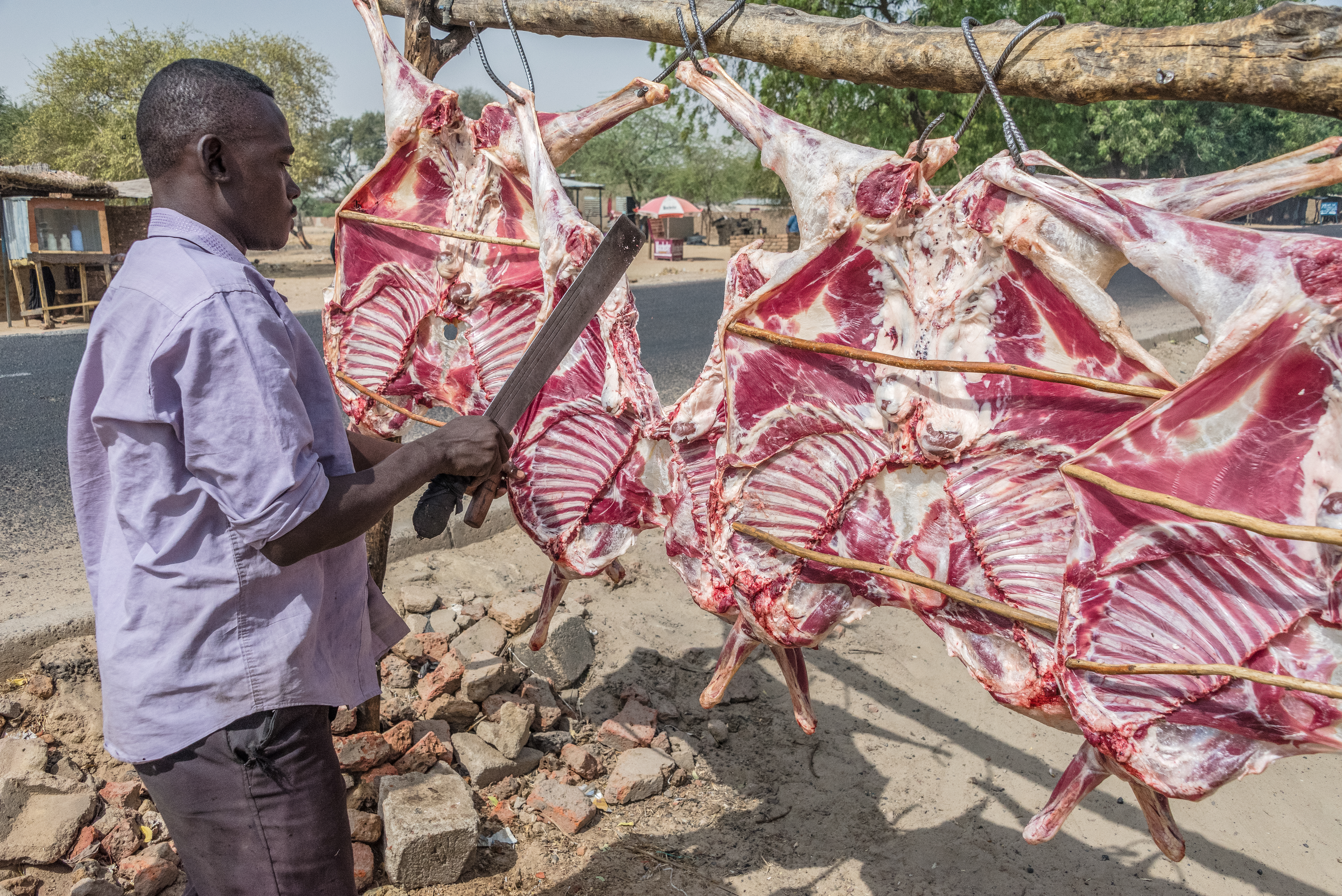
Vente de viande à griller à Pont-Bélilé.

L’économie de la région est basée essentiellement sur les productions agricoles et pastorales.

## Administration

### Représentation déconcentrée de l'État: gouvernorat du Hadjer-Lamis
L'État est représenté par un Gouverneur de région qui est un fonctionnaire. Il est secondé par un Secrétaire général.
Liste des administrateurs :
Préfets:
2003: Adoum Mannany Kharachi
Gouverneurs du Hadjer-Lamis (depuis 2002 à 2005 Oumarou Yerima djibrila
Haroun Saleh Al-edjini (en poste en Septembre 2005 a Aujourd'hui)

### Collectivité territoriale décentralisée: région du Hadjer-Lamis
Les collectivités locales décentralisées, dont la région du Hadjer-Lamis, ont été créées par l'ordonnance 01/PR/2003 du 8 septembre 2003. Elles n'ont pas encore été mises en place.
Liste des Présidents du Conseil régional du Hadjer-Lamis :
- en attente de la mise en place effective des régions